# 亚碲酸铁
亚碲酸铁是一种无机化合物，化学式为Fe2(TeO3)3，它是铁和碲形成的含氧酸盐之一。它可由氧化铁和二氧化碲高温反应制得，或在含HCl的水中（pH 4~5）进行水热反应制得。它可用作丙烯氧化的催化剂。